# Live! Bootleg
Live! Bootleg är ett livealbum av gruppen Aerosmith utgivet i oktober 1978.

## Låtlista
Alla låtar är skrivna av Joe Perry och Steven Tyler om inget annat namn anges.
1. "Back in the Saddle" - 4:25, inspelad i Indianapolis den 4 juli 1977
2. "Sweet Emotion" (Tom Hamilton/Steven Tyler) - 4:42, inspelad i Columbus den 24 mars 1978
3. "Lord of Things" (Steven Tyler) - 7:18, inspelad i Chicago den 23 mars 1978
4. "Toys in the Attic'" - 3:45, inspelad i Boston den 28 mars 1978
5. "Last Child" (Steven Tyler/Brad Whitford) - 3:14, inspelad i Boston den 9 augusti 1978
6. "Come Together" (John Lennon/Paul McCartney) - 4:51, inspelad i Waltham den 28 augusti 1978
7. "Walk This Way" - 3:46, inspelad i Detroit den 2 april 1978
8. "Sick as a Dog" (Tom Hamilton) - 4:42, inspelad i Indianapolis den 4 juli 1977
9. "Dream On" (Steven Tyler) - 4:31, inspelad i Louisville den 3 juni 1977
10. "Chip Away the Stone" (Richard Supa) - 4:12, inspelad i Santa Monica den 8 april 1978
11. "Sight for Sore Eyes" (Jack Douglas/David Johansen/Joe Perry/Steven Tyler) - 3:18, inspelad i Columbus den 24 mars 1978
12. "Mama Kin" (Steven Tyler) - 3:43, inspelad i Indianapolis den 4 juli 1977
13. "S.O.S. (Too Bad)" (Steven Tyler) - 2:46, inspelad i Indianapolis den 4 juli 1977
14. "I Ain't Got You" (Calvin Carter) - 3:57, inspelad i Boston den 23 april 1978
15. "Mother Popcorn/Draw the Line" (James Brown/Pee Wee Ellis)/(Steven Tyler/Joe Perry) - 11:35, inspelad i Boston den 23 april 1978/inspelad i Ontario den 18 mars 1978
16. "Train Kept A-Rollin'/Strangers in the Night" (Tiny Bradshaw/Howard Kay/Lois Mann)/(Bert Kaemfert/Charlie Singelton/Eddie Snyder) - 4:51, inspelad i Detroit den 2 april 1978